# Tourisme de masse

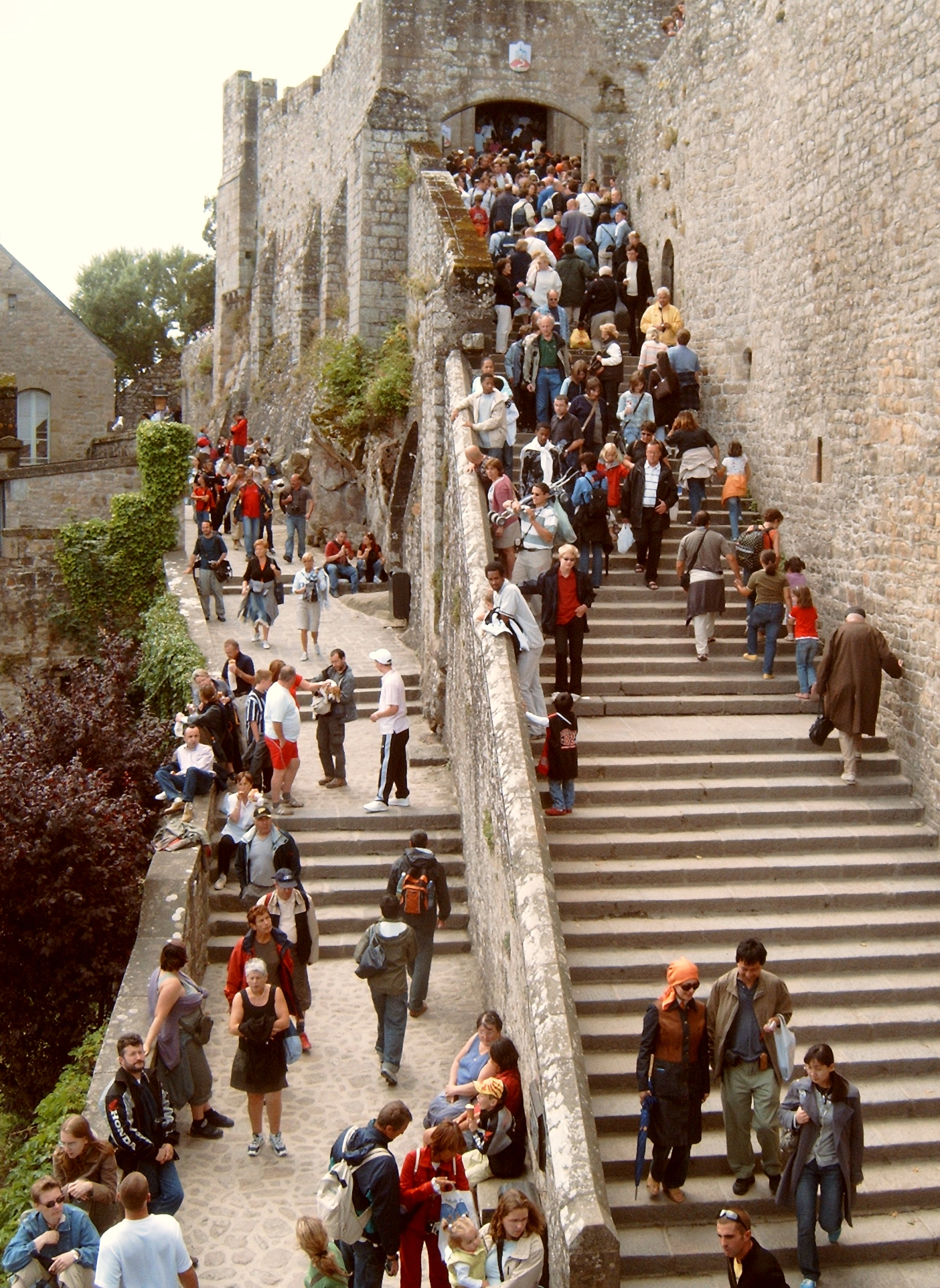
Tourisme de masse au Mont-Saint-Michel.

Le tourisme de masse désigne l'évolution prise par le tourisme dans de nombreux pays industrialisés dans les années 1960, quand la masse de la population a pu voyager et soutenir le secteur économique du tourisme, grâce à la croissance du pouvoir d’achat, la généralisation des congés payés, et des moyens de transports et d'hébergement plus accessibles, une « massification » qui a fait émerger le souhait de son évolution vers le tourisme durable.
Depuis la fin des années 2010, l'expression de surtourisme est ainsi apparue pour désigner la surfréquentation et donc la saturation réelle ou perçue des sites touristiques. Le surtourisme est défini notamment par cette « croissance excessive du nombre de visiteurs qui conduit à une saturation de certains espaces où les pics touristiques temporaires ou saisonniers ont une incidence négative permanente sur le mode de vie, le confort, l'environnement naturel et le bien-être des riverains ». Ce néologisme s'est accompagné d'un autre, la tourismophobie, (notamment en Espagne), qualifiant le rejet, sur certains territoires, de ce tourisme et de ses diverses conséquences sur le mode de vie des populations hôtes.

## Description

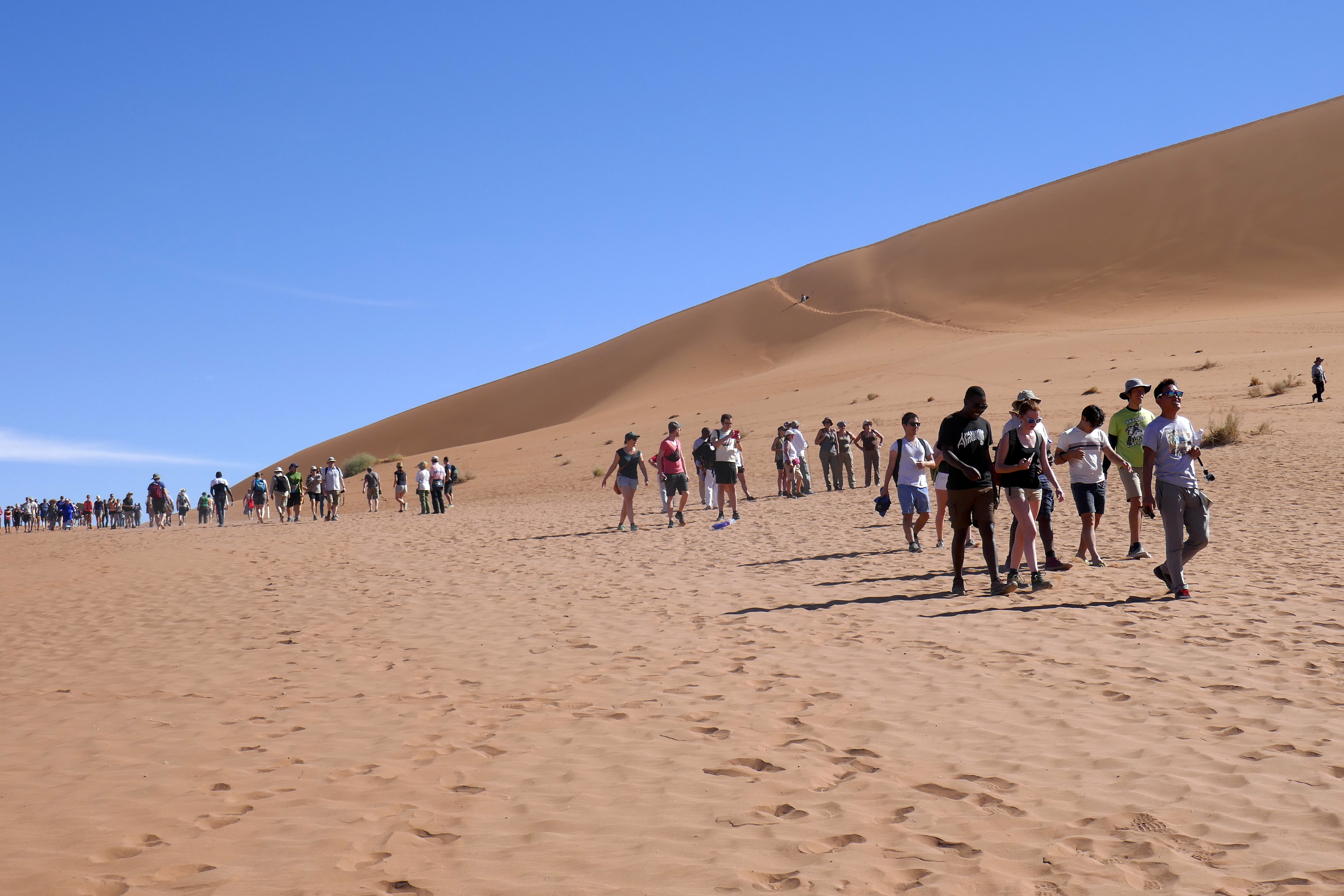
Tourisme de masse sur un endroit limité : la dune 45 dans le désert du Namib.

La première expérience de tourisme de masse a lieu en 1841, lorsque Thomas Cook (1820-1890), homme d’affaires britannique, organise un voyage en train entre Leicester à Loughborough, pour 500 militants d'une ligue de vertu antialcoolique. L'écrivain Martin de Viry note : « C'est la première fois qu'on rassemble des gens dans une gare, qu'on les compte, qu'on vérifie s'ils sont bien sur la liste, qu'on déroule un programme. Les racines religieuses puritaines ne sont pas anodines. Il y a comme un air de pèlerinage, de communion collective, dans le tourisme de masse. Le tourisme est très religieux. Et il y a en effet quelque chose de sacré au fait de pouvoir disposer de la géographie du monde pour sortir de soi ». C'était la première agence de voyages créée par Thomas Cook qui par la suite a été utilisée pour visiter l’Exposition universelle de 1851 (Londres), enfin pour des voyages trans-Manche sur les côtes françaises. Les entreprises ferroviaires puis les industries automobiles créent des guides pour promouvoir leur activité en suscitant le désir de voyager.
Contrairement aux formes classiques de tourisme, qui visent la pratique d'une activité (tourisme religieux, œnotourisme, etc.) ou la découverte d'un type de site, de paysage ou de culture (tourisme de mémoire, tourisme vert, tourisme fluvial, etc.), le tourisme de masse est davantage une appellation théorisée par les études scientifiques sur la pratique touristique, un jugement analytique, même si certains lieux (grand site, ville monde, Patrimoine mondial de l'Unesco, etc.) et certaines activités, les plus médiatisées et les plus démocratisées, supportent particulièrement cette forme de tourisme, en donnant à un site une notoriété qui peut inciter un plus grand nombre de gens à le visiter.
Le voyage est généralement considéré comme un droit pour tout être humain, notamment défendu par l'Industrie du voyage et l'Organisation mondiale du tourisme (OMT).
Le « tourisme social » est le mouvement de démocratisation du tourisme, perceptible depuis les années 1960 également : création du Bureau International du Tourisme Social (BITS) à Bruxelles en 1963, et adoption à l'unanimité de la « Déclaration de Manille » par les membres de l'Organisation mondiale du tourisme en 1980.
Les facteurs qui ont contribué à la propagation du tourisme massif, sont entre autres la hausse du niveau de vie, l'allongement des congés payés, la diffusion de l'automobile et le développement des infrastructures routières, le développement de moyens de transports aériens pas cher comme les vols charter, le développement des agences de tourisme et produits touristiques, hôtellerie de chaîne de grande capacité comme le club Med et hébergement à bas prix comme les villages de vacances,.
Le voyage à forfait est typique du tourisme de masse, ainsi que la concentration de lieux de villégiature sur un endroit limité : c'est là où les touristes séjournent en masse.

## Le cinéma, puissant vecteur du tourisme
Les séries et les films ont beaucoup contribué au tourisme dans certains pays ou certaines villes.
Ce fut le cas dans les années 2011-2019 pour Games of Thrones, une série américaine très populaire. Plusieurs lieux de tournage ont connu ces dernières années une forte hausse de leur fréquentation touristique. Séville en Espagne a reçu plus de 700 000 touristes en 2015. Hofdabrekka en Islande a reçu plus de 500 000 touristes en 2014. Essaouira au Maroc a reçu plus de 600 000 touristes en 2014. D'autres lieux ont aussi été impactés comme en Islande ou au Royaume-Uni ; Dubrovnik, où ont été tournées des scènes de la série, a dû instaurer en 2017 des quotas quotidiens de visiteurs.
Ce fut aussi le cas pour Breaking Bad (2008-2013), une série également américaine fortement populaire. Elle fut tournée au Nouveau-Mexique, à Albuquerque. Avant cette série, lorsque l'on visitait le Nouveau-Mexique, on allait généralement à Santa Fe. Influencés par Breaking Bad, les touristes se sont tournés vers Albuquerque.
En Thaïlande, les autorités ont annoncé en mai 2019 que la plage de la Baie de Maya, sur l'île de Ko Phi Phi Leh, fermée en 2018, ne rouvrirait pas avant 2021 ; cinq mille touristes déferlaient chaque jour sur le site rendu célèbre en 2000 par le film La Plage, de Danny Boyle, avec Leonardo DiCaprio et Virginie Ledoyen.

## Conséquences du tourisme de masse

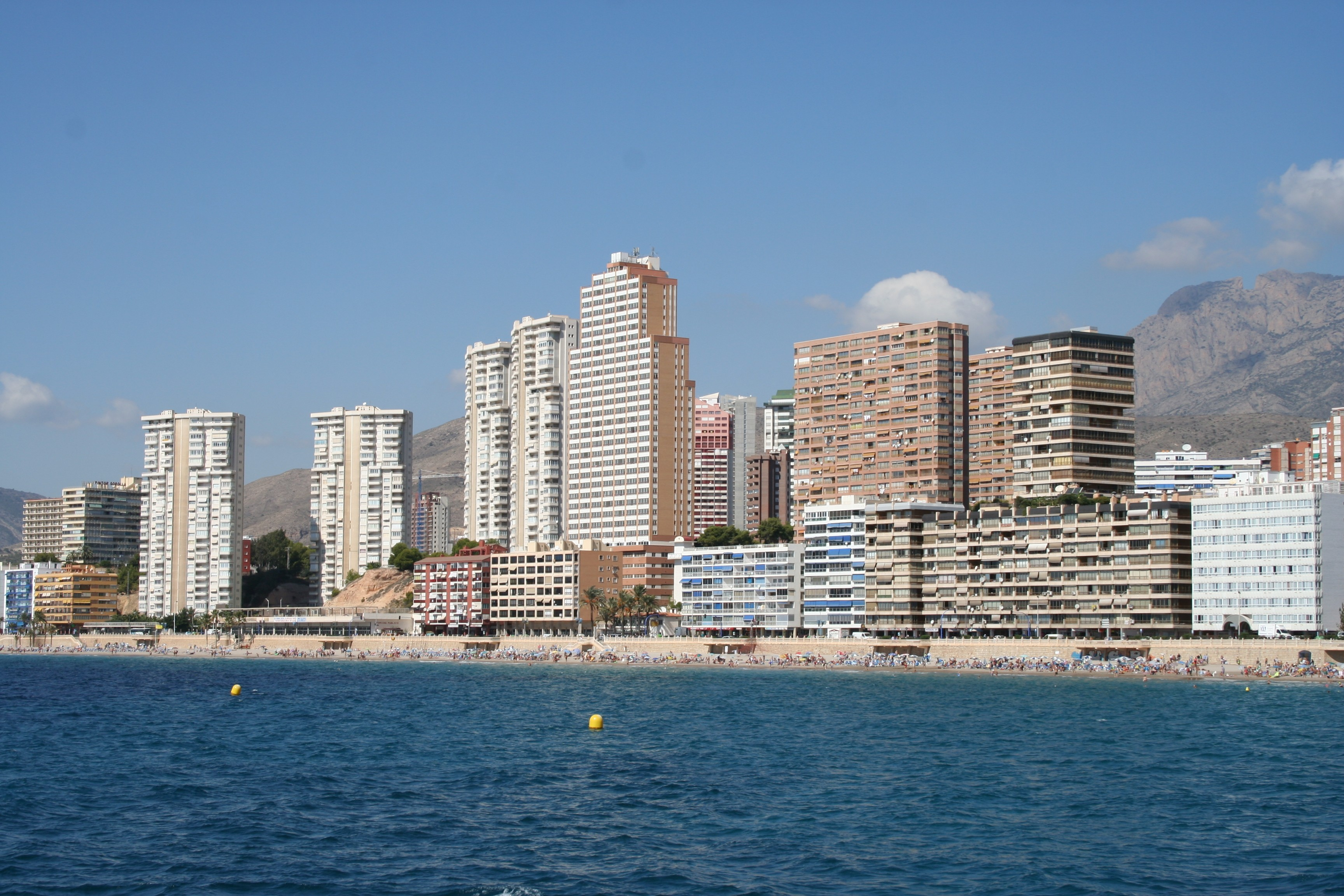
Benidorm (Espagne), symbole du tourisme de masse.

Le tourisme de masse a souvent des répercussions négatives sur la population locale et l'environnement. Des déchets sont produits en masse, beaucoup d'énergie et d'eau sont nécessaires. L'eau, une denrée rare dans les pays chauds attractifs, est particulièrement gaspillée au sein des grands complexes hôteliers, au détriment des populations locales (eau courante, irrigation, etc.). En moyenne dans les régions tropicales, 27 litres d'eau sont consommés par jour et par habitant contre 100 litres par jour et par touriste (données ministérielles, 2005). En bord de mer, cette eau est le plus souvent pompée directement dans la nappe phréatique, ce qui a régulièrement pour conséquence un affaissement du sol et une infiltration du sable des plages, celui-ci comblant les vides souterrains formés. Dans ce cas de figure, les plages concernées ont ainsi tendance à disparaître, ce qui fait baisser d'autant la fréquentation touristique[réf. nécessaire].
Les moyens de transport multiples utilisés par les voyageurs contribuent à l’émission du CO2 et les gaz à effet de serre, des milliers d’avions de touristes atterrissent et décollent (Le tourisme, c’est aussi 60% du trafic aérien), des bus touristiques circulent quotidiennement, ainsi que les bateaux de croisières qui longent les littoraux (un bateau de croisière produit 7000 tonnes de déchets par an) 
Le tourisme de masse a de nombreux impacts sur l’air ou l’eau.
Par exemple, la Baie d’Along est très menacée par la pollution ; ce site attire de plus en plus de bateaux qui polluent beaucoup[réf. nécessaire]. En effet, la Baie d’Along a attiré en 2019 15 000 visiteurs par jour, soit deux fois plus qu’en 2016[réf. nécessaire]. Problème : sur leur passage, bateaux et touristes laissent de nombreux détritus. Poumon de l'industrie touristique du pays, ce lieu est aussi devenu l'illustration de la face noire du tourisme de masse[réf. nécessaire].
Les croisières sont en train de devenir toujours plus populaires et elles transportent chaque année 20 millions de passagers dans le monde et 80 000 en Italie. Mais elles sont aussi un mode de transport très polluant, parce qu’il a une incidence majeure sur la production totale de CO2 dans le secteur touristique et, en plus, il est la cause de la destruction des systèmes marins. En effet, les poissons, les mollusques et les barrières de corail peuvent mourir à cause des excès d’azote et phosphure causés par les eaux usées des bateaux.  La principale cause de la pollution est le carburant qui est le fioul. Celui-ci est un peu plus cher que le diesel mais est plus polluant.
Des impacts sur les animaux sauvages ont été constatés comme la prise de photos Selfie avec certains animaux rapportés par l'ONG World Animal Protection[réf. nécessaire].

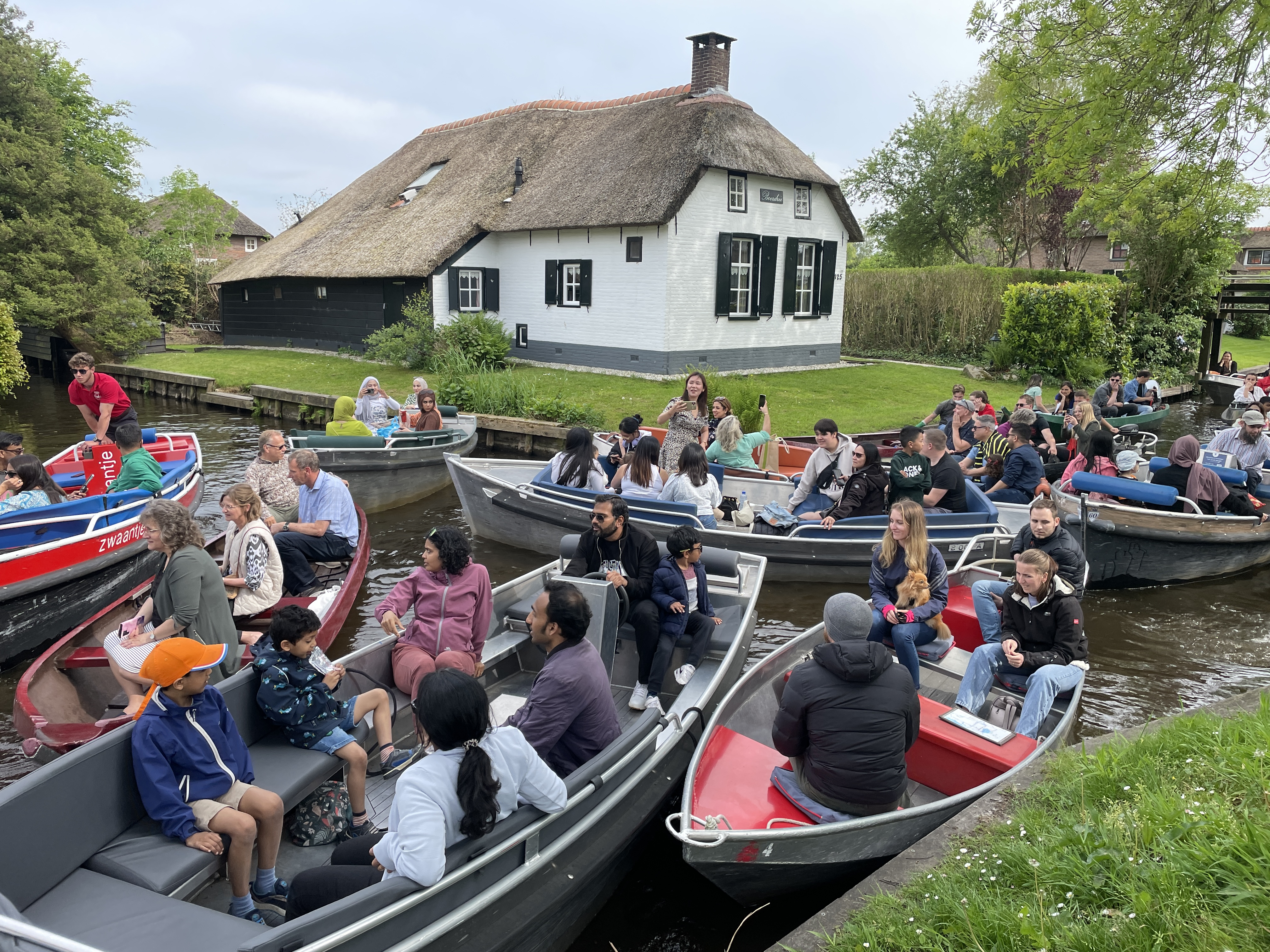
Giethoorn est un village pittoresque des Pays-Bas d'environ 2900 habitants qui reçoit environ 1,5 million de touristes par an.

Le tourisme de masse menace aussi plusieurs sites naturels et historiques. Plusieurs sites reconnus sont effectivement menacés par ce type de tourisme et les effets néfastes qu'il engendre. Parmi ceux-ci, les îles Galápagos, Venise, le Machu Picchu, l’Everest et bien d’autres. En se penchant sur plusieurs cas, il est possible de remarquer que plusieurs de ces conséquences sont récurrentes. 
Pour commencer, il y a l’érosion qui menace beaucoup de sites naturels et historiques. Par exemple, le Kilimandjaro est l’un de ces sites, avec plus de 20 000 visiteurs par an qui viennent tenter l’ascension de cette montagne de renommée mondiale. Évidemment, avec les années et toutes les montées que cette montagne a subies, elle se désagrège à petit feu, elle rétrécit de plus en plus dû à l’érosion causée par les milliers de randonneurs . 
Ensuite, une autre grave conséquence du tourisme de masse est la pollution. Pour cette problématique, l’Everest est le parfait exemple. Même si peu de personnes se rendent au sommet de l’Everest, beaucoup se rendent au camp de base. La montagne reçoit environ 700 000 visiteurs par an à son camp de base qui est maintenant connu pour être le dépotoir le plus élevé en altitude au monde[réf. à confirmer]. Au fil des années, ceux qui se sont rendus au premier camp de base y ont laissé beaucoup d'équipements de randonnée et déchets personnels. Cependant, afin de remédier à cette situation, le gouvernement népalais impose maintenant que chaque alpiniste rapporte avec lui un minimum de 8kg de déchet sans quoi ils perdront leur dépôt de 4000$ fait à leur départ. 
Finalement, la troisième problématique importante est la dégradation des écosystèmes de ces sites. Pour cette problématique, le meilleur exemple que celui des îles Galápagos. Cet archipel d’îles en Amérique du Sud est connu grâce aux recherches de Charles Darwin sur son écosystème qui, à ce jour, est l’un des plus riches du monde accueil environ 170 000 visiteurs par an. Après sa parution dans la liste du patrimoine mondial, sa fréquentation a quadruplé, ce qui n'a pas été sans conséquence. Cet écosystème est de plus en plus fragile dû aux passages des humains qui amènent avec eux plusieurs espèces invasives qui n'ont pas leur place dans ce fragile équilibre, ce qui chamboule l’écosystème complexe de ces îles. Les visiteurs peuvent aussi écraser des espèces de plantes ou d’insectes lors de leur passage sur l’île et, évidemment, la pollution causée lors de leur séjour vient, elle aussi, affaiblir l’écosystème. Bref, de multiples sites historiques sont en danger dû aux conséquences du tourisme de masse.
Des mouvements anti-touristes ont vu le jour dans plusieurs villes dénonçant le tourisme massif par les locaux, ce tourisme qui a des impacts sur le quotidien des habitants qui ne trouvent plus leur place. Ces mouvements de rejet se développent avec des manifestations comme « Tourist go home », qui existent dans des villes comme Barcelone, Venise ou Dubrovnik. Cette tendance ne va faire que s'amplifier, avec une forme de mésentente et d’hostilité sourde. Elle prend des formes plus violentes encore dans le cadre de régionalismes au Pays basque ou en Corse, avec des résidences secondaires taguées : « Le pays basque n’est pas à vendre ».
Des manifestations des populations ont pris place dans plusieurs villes, ce genre de révolution pourrait donner naissance à certains mouvements qui à leur tour, pourraient avoir une influence politique comme le cas de la Catalogne voulant se séparer de l’Espagne, durant le référendum le tourisme avait baissé, « la Catalogne a vu le nombre de ses visiteurs étrangers se contracter de près de 5% depuis le référendum sur l’indépendance du 1er octobre dernier ».
Le tourisme massif produit « des effets extrêmement clivants sur la population locale : d'un côté des gens s'enrichissent, et de l'autre des gens subissent, sont prolétarisés et marginalisés ».
Le tourisme apporte son lot d’impact sur la population locale qui ne trouve plus sa place dans les grandes villes achalandées. Des phénomènes ont été observés dus au tourisme massif, tel que la prostitution enfantine et adulte (appelé communément tourisme sexuel ), déplacement des populations pour laisser place aux projets immobiliers dans l'hôtellerie, la croissance du crime et trafic de drogue[réf. nécessaire].
Durant ces dernières années l’augmentation du tourisme de masse est devenue une source d’inspiration pour les artistes, par exemple pour Banksy.
Le 22 mai 2019, pendant la Biennale de Venise, le street artist britannique a installé un stand de peintures à l’huile, sur la célèbre place Saint-Marc. Cependant, n’étant pas invité, il a été délogé par les Carabinier. Il put tout de même exposer un ensemble de peintures représentant un immense paquebot de touristes occultant les plus célèbres monuments de Venise.
L’artiste a aussi, semble-t-il, profité aussi de sa présence à Venise pour réaliser une œuvre au pochoir sur le mur d’un palais du canal di Ca’Foscari representant une jeune réfugiée en gilet de sauvetage craquant une fusée de détresse, et dont les pieds baignent dans l’eau du canal .
Banksy n’a pas encore revendiqué la pièce de fusée, mais beaucoup sur les réseaux sociaux l’ont attribué à lui en raison de son style similaire.

## Réglementation
La première fois que les puissances mondiales ont essayé de régulariser le tourisme, c'était en 1925, entre les deux guerres mondiales, alors qu'il était considéré comme un problème de trafic. Plusieurs pays européens ont créé le Congrès international des associations officielles de circulation touristique afin de minimiser les formalités douanières à l’égard des touristes. Ce petit bureau était à l’origine de l’Organisation mondiale du tourisme.
Neuf ans plus tard, le tourisme a été recalibré en une propagande ou un dossier de relations publiques axé sur la diffusion de l'information sur où et comment voyager. Dans cette incarnation, le bureau a été nommé Union internationale des organisations de propagande touristique. Enfin, après la Seconde Guerre mondiale, il a été décidé que le tourisme atteignait le niveau des relations gouvernementales nécessitant la coordination des agences de tourisme de divers pays, comme l'Office national du tourisme français et l’Italien Ente Nazionale per le Industrie Turistiche.
Afin de limiter les différentes répercussions du tourisme massif, des mesures peuvent être prises, en fixant des quotas en termes de nombre de personnes sur les sites touristiques, rendre les accès payant en exigeant des frais d’entrée par site et par type de lieu, la mise en place de régulations immobilières permettant l’encadrement du secteur de la construction des hôtels incluant les nouveaux immeubles tout comme l’expansion des existants, voire instaurer des règles interdisant de bâtir des hôtels dans certaines villes et lieux. Établir des mesures serrées pour les hébergements style Airbnb, auberges, échange de domicile et autres ainsi que prescrire des limitations à l’accès à des résidences secondaires. À Barcelone, une loi sur la quantité de lits disponibles (actuellement estimée à 175 000) connue par « Plan spécial d’hébergement touristique » régule l’octroi des permis tant au niveau des hôtels que des appartements. D’autres mesures de contrôle peuvent être envisagées comme le contrôle des visas d’entrée aux pays, la gestion des flux (des horaires d’accès strictes) et le contrôle des transports aériens, terrestres et maritimes.
Venise, qui reçoit plus de trente millions de visiteurs par an, interdit depuis 2017 la création de nouveaux hôtels dans le centre-ville, fixé un quota de 20 000 participants sur la place Saint-Marc pendant le carnaval et lors de certains jours fériés, et la fermeture de certaines rues et débarcadères. Une taxe d'entrée devrait en outre être introduite en janvier 2020, comprise entre 2,50 et 5 euros, jusqu'à 10 euros en haute saison ; elle devrait être insérée dans les billets de train ou d'avion. Se baigner dans le grand canal à Venise, dans une des fontaines de la Ville éternelle ou pique-niquer sur les marches du Duomo de Florence coûte au moins 500 euros d'amende. En Sardaigne, de nombreuses plages ont instauré un numerus clausus compris entre 300 et 1 000 personnes par jour, qui doivent s'acquitter d'un billet d'entrée entre 1 et 10 euros. Le conseil municipal d'Édimbourg, en Écosse, a voté une taxe de 2 livres par nuitée sur toutes les réservations y compris les Airbnb. Amsterdam a limité à 30 jours par an pour les locations de meublés aux touristes, interdit l'ouverture de nouveaux commerces de souvenirs, exclu les cars de touristes du centre-ville. Paris envisage cette dernière mesure et limite les locations de type Airbnb. En Grèce, les autorités ont limité les arrivées de croisiéristes sur l'île de Santorin. En 2018, les Philippines ont fermé pendant six mois l'île de Boracay, un petit coin de paradis transformé en « fosse septique », selon le président du pays, sous l'effet du tourisme de masse.

## Critique au regard de l'histoire du tourisme
Le tourisme est apparu au XVIIIe siècle : il s'agissait alors généralement d'aristocrates confrontés à des mondes où les valeurs ne sont pas les mêmes que les leurs, où le danger est prégnant et où un sens « initiatique » existe. Au XIXe siècle, les bourgeois imitent les voyageurs du siècle précédent, afin d'acquérir, par mimétisme comportemental, leur statut social, mais en abandonnant le fond même de l'idée de voyage. Dans le siècle suivant, le tourisme poursuit cette entreprise qui déconnecte le « voyage » de son objectif intellectuel initial, notamment par le tourisme de masse, mais aussi par ceux qui le rejettent : en effet, les destinations sont généralement connues d'avance et le tourisme n'a plus un but de perfectionnement humain. L'objectif principal est désormais de s'amuser et de se détendre, dans des atmosphères qui tendent à s'uniformiser, voire s'aseptiser, avec une importance forte du marketing.
Dans le Manuel de l'Antitourisme, Rodolphe Christin observe que « [l]'un des paradoxes du tourisme d'aujourd'hui est de tuer ce dont il vit, en véritable parasite mondophage. Celui-ci préfère le divertissement à la diversité ; le premier est en effet plus confortable car il ne remet rien en cause. Ainsi le touriste déclare son amour à cette planète dans ses moindres recoins, et, ce faisant, il contribue à l'épuiser impitoyablement ».